# خولنجان ملقة
خُولَنجان ملقة هو نبات من فصيلة زنجبيلية يُزرع لأغراض الزينة والأغراض الطبية. موطنه إندُنِسيَة ومَلِزيَة. يحصل على الزيت من جذوره المجففة. لها العديد من الخصائص الطبية.